# Emmanuelia
Emmanuelia is een geslacht van korstmossen behorend tot de familie Peltigeraceae. De typesoort is Emmanuelia ravenelii.

## Soorten
Volgens Index Fungorum bevat het geslacht 12 soorten (peildatum maart 2024):
| Soortnaam                | Auteur(s)                                     | Publicatiejaar |
| ------------------------ | --------------------------------------------- | -------------- |
| Emmanuelia americana     | (Vain.) Lücking, B. Moncada & Gumboski        | 2020           |
| Emmanuelia conformis     | (Vain.) Lücking, B. Moncada & Ant. Simon      | 2020           |
| Emmanuelia cuprea        | (Müll. Arg.) Lücking, B. Moncada & Ant. Simon | 2020           |
| Emmanuelia elaeodes      | (Malme) Lücking, Spielmann & S.M. Martins     | 2020           |
| Emmanuelia erosa         | (Eschw.) Lücking, M. Cáceres & Ant. Simon     | 2020           |
| Emmanuelia excisa        | (Müll. Arg.) Lücking, B. Moncada & Ant. Simon | 2020           |
| Emmanuelia lobulifera    | (B.J. Moore) Ant. Simon & Goffinet            | 2020           |
| Emmanuelia ornata        | (Malme) Lücking, B. Moncada & Bungartz        | 2020           |
| Emmanuelia patinifera    | (Taylor) Lücking, M. Cáceres & Ant. Simon     | 2020           |
| Emmanuelia pseudolivacea | (Zahlbr.) Lücking, B. Moncada & Ant. Simon    | 2020           |
| Emmanuelia ravenelii     | (Tuck.) Ant. Simon & Goffinet                 | 2020           |
| Emmanuelia tenuis        | (Vain.) Lücking, B. Moncada & Gumboski        | 2020           |